# 9 cm Minenwerfer M. 17
A 9 cm Minenwerfer M. 17 egy közepes aknavető volt, melyet az Osztrák–Magyar Monarchia használt az első világháború alatt. Fejlesztését a Magyar Löveggyár végezte az 1917 október 3-án tartott versenyre, melynek célja a korábbi könnyű aknavetők, az M 14/16 és a Lanz típusok leváltása volt. A gyártás lassan futott fel, így 1918 januárjában mindössze csak tíz darab aknavetőt tudtak átadni. Az első nagyobb szállításokra 1918 márciusában került sor, de az alapanyagok hiánya és a túlterhelt gyártósorok megakadályozták a TMK tervét, hogy 1918 októberére 2730 darab aknavetőt gyártsanak le.
Az aknavető hátultöltős, simacsövű fegyver volt, melynek újratöltése a vadászpuskákéhoz hasonló módon történt. Az aknavetőtalp négyzet alakú, fából vagy fémből készült, sarkain a hordozásához szükséges fogantyúkkal, melyekkel az oldalirányzást is végezték.

## Fordítás
Ez a szócikk részben vagy egészben  a(z)   9 cm Minenwerfer M 17 című angol Wikipédia-szócikk ezen változatának fordításán alapul.  Az eredeti cikk szerkesztőit annak laptörténete sorolja fel. Ez a jelzés csupán a megfogalmazás eredetét és a szerzői jogokat jelzi, nem szolgál a cikkben szereplő információk forrásmegjelöléseként.